# Kesinga
Kesinga är en ort i Indien.   Den ligger i distriktet Kālāhandi och delstaten Odisha, i den centrala delen av landet, 1 100 km sydost om huvudstaden New Delhi. Kesinga ligger 195 meter över havet och antalet invånare är 17 994.
Terrängen runt Kesinga är platt. Runt Kesinga är det ganska tätbefolkat, med 185 invånare per kvadratkilometer. Närmaste större samhälle är Titlāgarh, 13,3 km nordväst om Kesinga. Omgivningarna runt Kesinga är en mosaik av jordbruksmark och naturlig växtlighet.